# Slivno Ravno
Slivno Ravno is een plaats in de gemeente Slivno in de Kroatische provincie Dubrovnik-Neretva. De plaats telt 7 inwoners (2001).